# نيد ستيفنسون
نيد ستيفنسون (بالإنجليزية: Ned Stephenson)‏ (5 يونيو 1832 - 5 يوليو 1898) هو لاعب كريكت بريطاني (وحمل سابقاً جنسية المملكة المتحدة لبريطانيا العظمى وأيرلندا).

## وصلات خارجية
- نيد ستيفنسون على موقع إي آس بي آن كريك إنفو (الإنجليزية)